# 宇那木神社
宇那木神社（うなきじんじゃ）は、広島県広島市安佐南区にある神社。

## 由緒
安佐南区緑井にある宇那木山に鎮座する神社で、甲斐国から勧請されたと伝わる。鎌倉時代末期に佐東銀山城が武田山に築かれると、その北門を鎮護する社として崇敬されたという。
神社の鎮守の森は、環境省の特定植物群落に指定されている。また、神社の周辺には複数の古墳の存在が確認されている 。